# Bontadino de Bontadini

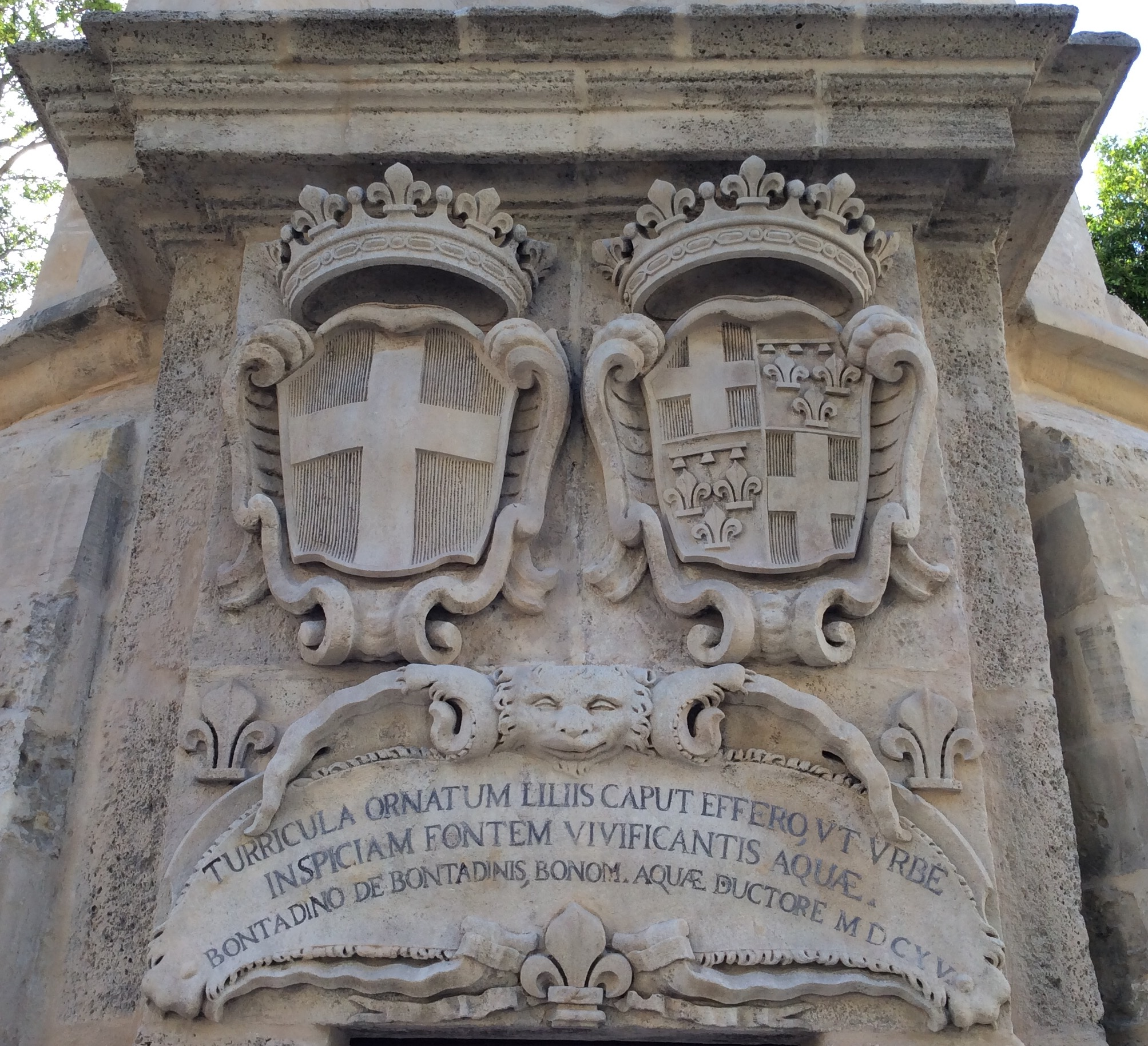
Inskrypcja na Wignacourt Water Tower we Florianie na Malcie, nawiązująca do Bontadino de Bontadiniego

Vittorio Bontadini, znany lepiej jako Bontadino de Bontadini (zm. 1620) – pochodzący z Bolonii inżynier hydraulik, architekt, matematyk i rzeźbiarz w drewnie. Znany jest głównie z zaprojektowania akweduktu Wignacourta na Malcie.

## Życiorys
Zakon św. Jana od roku 1596 próbował wybudować akwedukt zasilający w wodę stolicę Malty Vallettę. Na początku 1612 roku inżynier Natale Tomasucci opuścił wyspę, nie rozwiązując problemu przepływu wody w Attard. W lipcu tego samego roku Bontadini podjął się wykonania tego projektu, prawdopodobnie za rekomendacją inkwizytora Evangelisty Carbonesiego, który również pochodził z Bolonii. Bontadini zaadaptował pomysł Giovanniego Attarda i innych capomastri zbudowania łuków wzdłuż obniżenia terenu, i poprowadzenia wody rurami ułożonymi na nich. Jego najważniejszym wkładem do tego projektu było użycie pucolana, aby uczynić rury wodoodpornymi. Akwedukt został skończony trzy lata później, jego pracę zainaugurowano 21 kwietnia 1615 roku.

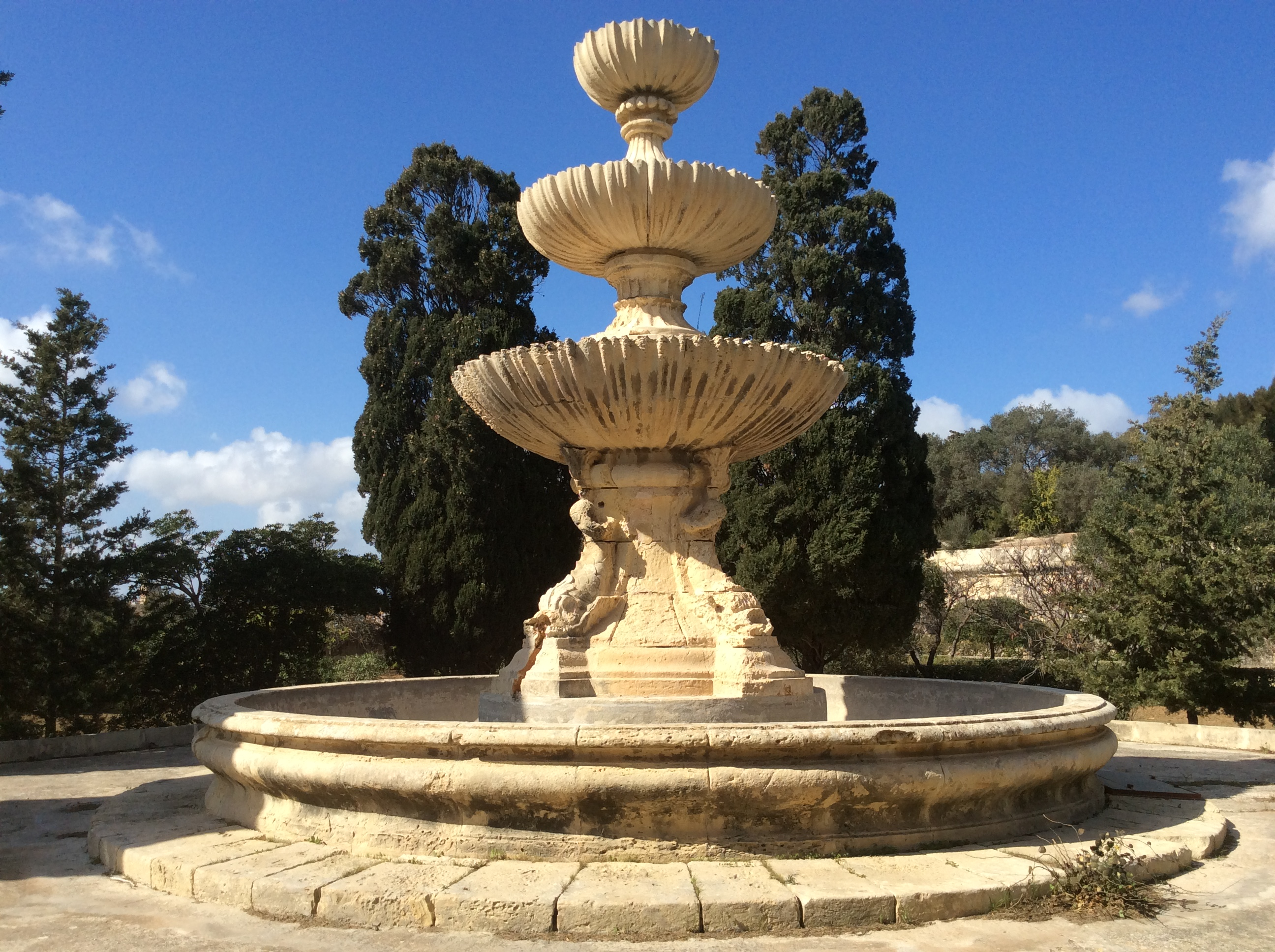
Fontanna Wignacourta, zaprojektowana prawdopodobnie przez Bontadiniego

Rola Bontadiniego w budowie akweduktu została upamiętniona przez Wielkiego Mistrza Alofa de Wignacourt na kilku inskrypcjach, umieszczonych na fontannach i innych częściach budowli. Napisy zwykle brzmiały podobnie:

BONTADINO DE BONTADINIS, BONON AQUÆ DUCTORE MDCXV.

(co znaczy Bontadino de Bontadini z Bolonii jest tym, który doprowadził wody 1615.)

Jak podaje historyk Giovanni Bonello, Bontadini był pierwszym architektem, który wprowadził styl barokowy na Malcie, projektując Łuk Wignacourta oraz różne fontanny i inne elementy dekoracyjne na akwedukcie.
W roku 1620 Bontadini został zamordowany na Malcie przez Ferrante Marangio, zabójcę wynajętego przez trzech rycerzy Zakonu. Powód morderstwa nie jest znany.